# Madonna col Bambino (Caroto)
Madonna col Bambino è un dipinto del pittore veronese Giovan Francesco Caroto, realizzato con la tecnica della pittura a olio su tavola, conservato nel museo di Castelvecchio a Verona.